# Louis Napoleon van der Goes van Dirxland
Pour les articles homonymes, voir Van der Goes.
Louis Napoleon van der Goes van Dirxland, né à Loosduinen le 28 juillet 1806 et mort à La Haye le 19 mars 1885, est un homme politique néerlandais.
Fils de Maarten van der Goes van Dirxland, il est ministre des Affaires étrangères en 1861.